# Agnieszka (film 1972)
Agnieszka – polski telewizyjny film obyczajowy z 1972 roku w reżyserii Anette Olsen; obraz przeznaczony głównie dla młodych odbiorców. Scenariusz napisała Mirosława Maludzińska na podstawie opowiadania Krystyny Siesickiej o tym samym tytule. A. Olsen otrzymała za tę produkcję nagrodę – Brązowe Poznańskie Koziołki w kategorii fabularnych filmów aktorskich na 3. Ogólnopolskim Festiwalu Filmów dla Dzieci i Młodzieży w Poznaniu.

## Opis fabuły
Główną bohaterką jest nastoletnia dziewczyna – Agnieszka, uczennica liceum. Jest to osoba pochodząca z dobrego domu, ma szerokie grono przyjaciół. Po jednej z lekcji wychowania fizycznego w szatni stwierdzono brak zegarka jednej z uczennic – Agnieszki lub jej koleżanki, która miała taki sam model. Obie dziewczyny upierają się, że zaginął zegarek tej drugiej. W dyskusji zwycięża Agnieszka poparta przez swoich przyjaciół. Jednak po pewnym czasie zegarek psuje się, a zegarmistrz stwierdza, że nie jest to ten sam egzemplarz, który już wcześniej naprawiał. Agnieszka orientuje się więc, że to jej zegarek zaginął podczas lekcji, a ona przywłaszczyła sobie coś, co do niej nie należy. Sytuacja ta przerasta nastolatkę.

## Obsada
- Barbara Rogacka jako Agnieszka
- Andrzej Bieńkiewicz jako Krzysztof
- Barbara Horawianka jako matka Agnieszki
- Józef Nowak jako Józef, ojciec Agnieszki
- Krzysztof Stroiński jako Gutek
- Maria Okupna jako Maryla
- Anna Jaracz jako ciotka Wikcia
- Włodzimierz Kwaskowski jako zegarmistrz
- Halina Billing-Wohl jako nauczycielka
- Anna Rodzoch jako koleżanka Agnieszki
- Wiesława Jedyńska jako koleżanka Agnieszki
- Barbara Wałkówna jako matka Agnieszki – dubbing